# Gornja Rasovača
Gornja Rasovača (en serbe cyrillique : Горња Расовача) est un village de Serbie situé dans la municipalité de Merošina, district de Nišava. Au recensement de 2011, il comptait 216 habitants.

## Démographie

### Évolution historique de la population
| 1948 | 1953 | 1961 | 1971 | 1981 | 1991 | 2002 | 2011 |
| ---- | ---- | ---- | ---- | ---- | ---- | ---- | ---- |
| 309  | 338  | 331  | 309  | 294  | 227  | 250  | 216  |

|  |